# Naoufal Bannis
Naoufal Bannis (L'Aia, 11 marzo 2002) è un calciatore olandese, attaccante dell'Al-Markhiya.

## Caratteristiche tecniche
È un centravanti dotato di un'ottima velocità unita a una buona forza fisica,si dimostra particolarmente freddo sotto porta dimostrando anche grandi doti da opportunista

## Carriera

### Club
Cresciuto nel settore giovanile dell'ADO Den Haag, nel 2016 è stato acquistato dal Feyenoord che lo ha aggregato al proprio settore giovanile. Ha esordito in prima squadra il 4 agosto 2019 disputando l'incontro di Eredivisie pareggiato 2-2 contro lo Sparta Rotterdam.

### Nazionale
Con la nazionale Under-17 vince gli Europei di categoria del 2019 in Irlanda segnando nella finale contro l'Italia.

## Statistiche
Statistiche aggiornate al 1º settembre 2019.

### Presenze e reti nei club
| Stagione        | Squadra         | Campionato      | Campionato | Campionato | Coppe nazionali | Coppe nazionali | Coppe nazionali | Coppe continentali | Coppe continentali | Coppe continentali | Altre coppe | Altre coppe | Altre coppe | Totale | Totale | Totale |
| Stagione        | Squadra         | Comp            | Pres       | Reti       | Comp            | Pres            | Reti            | Comp               | Pres               | Reti               | Comp        | Pres        | Reti        | Pres   | Reti   |        |
| --------------- | --------------- | --------------- | ---------- | ---------- | --------------- | --------------- | --------------- | ------------------ | ------------------ | ------------------ | ----------- | ----------- | ----------- | ------ | ------ | ------ |
| 2019-2020       | Feyenoord       | ED              | 3          | 0          | CO              | 0               | 0               | UEL                | 2                  | 0                  |             | -           | -           | 5      | 0      |        |
| Totale carriera | Totale carriera | Totale carriera | 3          | 0          |                 | 0               | 0               |                    | 2                  | 0                  |             | -           | -           | 5      | 0      |        |

## Palmarès

### Club

#### Competizioni nazionali
- Coppa dei Paesi Bassi: 1

Feyenoord: 2023-2024

### Nazionale
- Campionato d'Europa Under-17: 1

Irlanda 2019